# Hôtel de Crassier
L'hôtel de Crassier, parfois orthographié hôtel de Crassiers, est un hôtel particulier érigé en 1706 et situé dans Le Carré à Liège en Belgique.

## Localisation
L'hôtel est situé au no 14 de la rue des Célestines, une voie du piétonnier de Liège située dans Le Carré entre les rues de la Casquette et du Pot d'Or.

## Origine
Le commanditaire et premier propriétaire de cet hôtel est Guillaume-Pascal de Crassier, né le 8 avril 1662 à Liège où il meurt le 28 novembre 1751 . Il est conseiller du prince-évêque de Liège et conseiller à la Chambre des Comptes, est élevé au rang de baron du Saint-Empire romain germanique le 5 juillet 1703. Il est également un collectionneur et antiquaire célèbre. 
La propriété initiale couvrait une superficie d'environ 1 500 m2. À l'arrière de l'hôtel particulier, se trouvait un jardin qui rejoignait la rive droite de la Sauvenière, ancien bras secondaire de la Meuse. Ce jardin a fait place à l'école de la Sauvenière située au no 131 du boulevard de la Sauvenière.

## Conception
Situé à l'arrière d'une cour, l'hôtel particulier est placé en retrait de la rue derrière un haut mur en calcaire surmonté d'un grillage.
L'édifice initial érigé en 1706 est composé de trois niveaux (deux étages) et de cinq travées. Depuis l'origine, la brique est peinte. Chaque travée de la façade avant est délimitée par un pilastre et les baies du second étage sont chacune surmontées d'un fronton triangulaire. La façade arrière voit les trois travées centrales sous un grand fronton triangulaire se détacher du corps du bâtiment. Une inscription peinte en chronogramme  'ConCorDIa fratrVM' date l'hôtel de 1706.
Un second bâtiment indépendant du premier et placé à la rue date aussi du XVIIIe siècle.

## Classement
L'hôtel de Crassier est repris sur la liste du patrimoine immobilier classé de Liège depuis 1937.